# Oliver Krietsch-Matzura
Oliver Krietsch-Matzura (* 13. November 1969 in Köln; † 29. September 2016 in Lohmar) war ein deutscher Schauspieler, Regisseur und Synchronsprecher.

## Familie
Krietsch-Matzura war Film-, Fernseh- und Theaterschauspieler. Er kam aus einer Künstlerfamilie, seine Eltern Hansjoachim Krietsch und Eveline Krietsch-Matzura und seine Schwester Franziska Grasshoff waren ebenfalls Schauspieler, seine Nichte Friederike-Zoe Grasshoff ist Schauspielerin und Journalistin. Nach seiner Schulzeit absolvierte er an der Universität der Künste Berlin seine Ausbildung im Fach Darstellende Kunst. Bereits in dieser Zeit hatte er erste Theater- und Fernsehauftritte.
Gemeinsam mit Carlos Lobo führte er das Tonstudio Stimm und Truppi in Köln, in dem Hörspiele aufgenommen, Filme und Serien synchronisiert werden. Zu den Projekten gehörte u. a. das Comedy-Format Comedy Rocket.
Er war Gründer von DRAMA KÖLN e. V.
Krietsch-Matzura lebte in der Nähe von Köln. Er verstarb in der Nacht zum 29. September 2016 an Krebs.

## Filmographie
- 1994: Einsatz für Lohbeck, Regie: Helmut Krätzig
- 1994: Die Wache, Regie: John van de Rest
- 1994: Einsteins Baby, Regie: Rudolf Steiner
- 1995: SK-Babies, Regie: Jobst Oetzmann
- 1996: Die Drei, Regie: Ralph Bohn
- 1996: Elmsfeuer, Regie: Sönke el Bitar
- 1997: Kommissare Südwest: Verdacht, Regie: Jobst Oetzmann
- 1998: Die Anrheiner, Regie: Klaus Wirbitzky
- 1998: Lupo und der Muezzin, Regie: Dagmar Wagner
- 1999: Die Wache, Regie: Christoph Klünker
- 2000: Der Clown, Regie: Axel Barth
- 2000: Alarm für Cobra 11 – Die Autobahnpolizei, Regie: Axel Barth
- 2001: Mama und ich, Regie: Matthias Lehmann
- 2001: Der Fahnder, Regie: Ed Herzog
- 2002: Wilde Engel, Regie: Axel Barth
- 2003: Tatort: Das Phantom, Regie: Kaspar Heidelbach
- 2003: Der kleine Mönch, Regie: Stephan Meyer
- 2003: Käthchens Traum, Regie: Jürgen Flimm
- 2006: SOKO Köln, Regie: Michael Schneider
- 2006: Ein unverbesserlicher Dickkopf, Regie: Michael Faust
- 2007: Herzog (Fernsehserie), Regie: Ulli Baumann
- 2008: Kommissar Stolberg, Regie: Martin Eigler
- 2008: Tatort: Rabenherz, Regie: Torsten C. Fischer

## Sprechrollen
- 2004: Ratchet & Clank 3(Videospiel) als Dr. Nefarious
- 2005: Ratchet: Gladiator (Videospiel) als Dr. Nefarious
- 2009: Ratchet & Clank: A Crack in Time (Videospiel) als Dr. Nefarious
- 2011: Ratchet & Clank: All 4 One (Videospiel) als Dr. Nefarious
- 2016: Ratchet & Clank (Videospiel) als Dr. Nefarious

- 2013: Raphael Smarzoch: Game Inc. – Regie: Robert Steudtner (Feature – WDR)
- 2014: Darius Ossami: Jakarta Punk – Regie: Robert Steudtner (Feature – WDR)